# Condylostylus quadricolor
Condylostylus quadricolor är en tvåvingeart som först beskrevs av Walker 1849.  Condylostylus quadricolor ingår i släktet Condylostylus och familjen styltflugor. Inga underarter finns listade i Catalogue of Life.